# Vinten-Johansenegga
Die Vinten-Johansenegga ist ein hoher, eisfreier und felsiger Gebirgskamm im ostantarktischen Königin-Maud-Land. Er ragt im nordzentralen Teil des Kurzegebirges auf.
Norwegische Kartographen, die ihn auch benannten, kartierten ihn anhand von Luftaufnahmen und Vermessungen der Dritten Norwegischen Antarktisexpedition (1956–1960). Namensgeber ist Anders Vinten-Johansen, der bei dieser Forschungsreise zwischen 1957 und 1958 als Arzt tätig war.